# Cantó de Bastia-1
El cantó de Bastia-1 és una divisió administrativa francesa situat al departament de l'Alta Còrsega i a la Col·lectivitat Territorial de Còrsega.

## Geografia
Aquest cantó és constituït per una part de la vila de Bastia. La seva altitud va de 0 a 963 metres.

## Administració

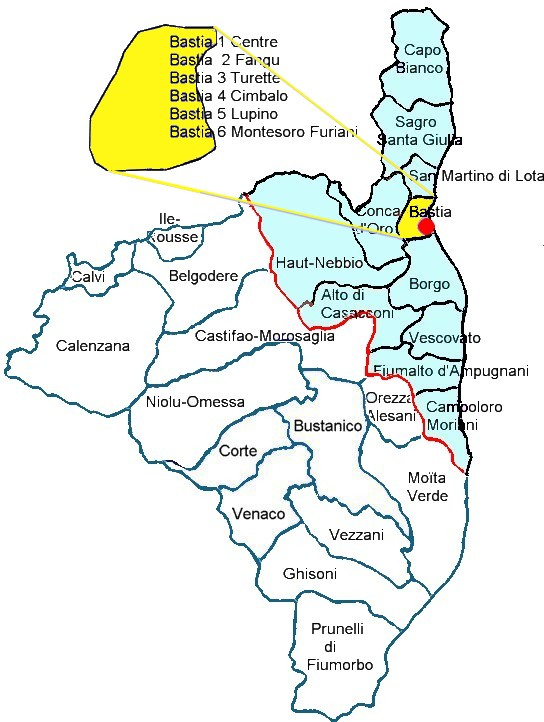
Localització del cantó de Bastia-Centre

| Període | Identitat         | Partit                  | Qualitat |  |
| ------- | ----------------- | ----------------------- | -------- |  |
| 2004    | Jean-Louis Milani | Unió Liberal de Progrés |          |  |

## Composició
| Nom    | Població   | Codi Postal | Codi Insee |  |
| ------ | ---------- | ----------- | ---------- |  |
| Bastia | 37 884 (1) | 20200       | 2B033      |  |

(1) fracció de municipi